# OpenCandy
OpenCandy это рекламный модуль, предназначенный для установки на персональный компьютер во время установки другого программного обеспечения. Он создан компанией SweetLabs и состоит из библиотеки Майкрософт Windows, включенной в установщик Windows. Когда пользователь устанавливает приложение, в комплекте которого присутствует библиотека OpenCandy, становится возможна установка рекомендуемого программного обеспечения на основе сканирования системы и местоположения пользователя. Все сгенерированные опции и настройки выбраны по умолчанию, если пользователь просто нажимает [далее] во время установки.
Нежелательные побочные эффекты включают изменения домашней страницы или поисковой системы, установка нежелательных панелей инструментов или расширений в браузере, изменение фона рабочего стола. Модуль также собирает и передает различную информацию о пользователе и его привычках третьим лицам без согласия или уведомления.
Некоторые разработчики антивирусных продуктов считают OpenCandy вредоносной программой.

## Разработка
Модуль был первоначально разработан для установщика DivX генеральным директором Дарриусом Томпсоном. При установке DivX пользователям предлагалось дополнительно установить Yahoo! Toolbar. DivX получил $15,7 млн за первые девять месяцев 2008 года от Yahoo и других разработчиков программного обеспечения после 250 миллионов загрузок.
Chester Ng, the former DivX business development director, is chief business officer and Mark Chweh, former DivX engineering director, is chief technology officer.

## Компоненты Windows
Компоненты программы могут иметь различные, но похожие имена в зависимости от версии.

### Устанавливаемые файлы
Обратите внимание, что файлы этой программы, как правило, имеют атрибуты "скрытый" и "системный". Для того, чтобы увидеть или найти их, нужно снять параметр папки "скрывать системные файлы операционной системы" и установить параметр "показывать скрытые файлы и папки".
- OCSetupHlp.dll

### Процессы
Примечание: также могут работать дополнительные процессы.
- spidentifier.exe
- rundll32.exe

### Ключи реестра
Ключи реестра имеют разные имена, поэтому необходимо провести поиск в реестре по запросу "*opencandy*", чтобы найти и удалить их.

### DNS и http-запросы
- tracking.opencandy.com.s3.amazonaws.com
- media.opencandy.com
- cdn.opencandy.com
- tracking.opencandy.com
- api.opencandy.com
- www.arcadefrontier.com

## Противодействие
- выберите "выборочная установка (Advanced)" и снимите все галочки[4]
- запустите программу установки в автономном режиме или из командной строки с параметром /NOCANDY[5]
- блокируйте IP-адреса OpenCandy в файле hosts записями типа: 0.0.0.0 api.opencandy.com[6]
- используйте антивирусные программы, такие как Malwarebytes, после установки программного обеспечения для очистки системы[7]
- используйте активную защиту антивируса, чтобы обнаружить и заблокировать рекламное/вредоносное ПО "на лету"
- существует программа самого производителя OpenCandy под названием OpenCandy Cleanup Tool для удаления OpenCandy[8][9]

## Сайты-распространители ПО, которые публикуют дистрибутивы с модулем OpenCandy
В дополнение к сайтам конкретных компаний/поставщиков, распространяющих свои бесплатные/условно-бесплатные программы, коммерческие сайты депозитарного типа также публикуют программное обеспечение с модулем OpenCandy.
- Brothersoft
- CNET
- FileHippo
- Softpedia
- SourceForge
- Softonic
- μTorrent
- Cheat Engine

## Приложения, использующие или использовавшие OpenCandy
- aMSN
- Any Video Converter
- AOL Instant Messenger
- ApexDC++
- Auslogics Disk Defrag[10]
- AxCrypt (Кроме портативной версии)
- BitTorrent
- CDBurnerXP (Зависит от версии, подтверждено на веб-сайте, альтернативная загрузка доступна без OpenCandy. Подтверждено 24 октября 2015) [11]
- CDex
- Cheat Engine (Зависит от версии)
- Citrio
- ClipGrab (Зависит от версии)
- Connectify
- CrystalDiskInfo (Кроме портативной версии или Shizuku edition. Подтверждено 24 октября 2015. Убрано 10 февраля 2016) [12]
- CutePDF
- Daemon Tools
- Darkwave Studio
- Dexpot
- DoNotSpy10
- doubleTwist
- DVDStyler (С версии 1.8.4.2, убрано с версии 2.9.2)
- DVDVideoSoft
- EaseUS Partition Master Free 10.1[13]
- FileMenu Tools free version[14]
- Format Factory
- Frostwire (не влияет на версию для Linux)
- Foxit Reader (6.1.4 – 6.2.1)[15]
- FL Studio (убрано с версии 12.2)
- Free Burning Studio
- FreeFileSync (убрано с версии 10.0)[16]
- Freemake Audio Converter (1.1.0.63, 1.1.7, подтверждено через встроенную систему обновлений)
- Freemake Video Converter
- Freemake Video Downloader (Подтверждено 24 октября 2015 прямой загрузкой с сайта Freemake)
- Free Video Dub
- Free Video To Flash Converter (5.0.6.221, в соответствии с условиями использования)
- GameHouse
- GOM Player
- IE7Pro
- ImgBurn (с версии 2.5.8.0)[17]
- JDownloader
- KasterSoft All Video Downloader (Не влияет на версию для Linux)
- KMPlayer
- Launchy (если загружен не с сайта SourceForge)
- MediaCoder
- Magical Jelly Bean (Подтверждено 11/12/2015 прямой загрузкой с https://www.magicaljellybean.com/keyfinder/ Архивная копия от 7 апреля 2016 на Wayback Machine )
- MediaInfo (Подтверждено 1/12/15 прямой загрузкой с сайтов mediainfo и SourceForge)
- MP3 Rocket[18]
- mIRC[19]
- Miro
- MyPhoneExplorer (Убрано в марте 2015[20])
- Nero Burning ROM
- Novaroma
- Orbit Downloader (Подтверждено 24 октября 2015) [21]
- PDFCreator[22]
- PeaZip (версии 5.2.2 и ниже кроме "PeaZip Plain", убрано с версии 5.3)
- PhotoScape(Кроме версии 3.7)
- PrimoPDF[19]
- RealArcade
- RIOT (Кроме портативной версии)[23]
- Soldat
- StepMania
- SMPlayer (Если загружен с sourceforge.net)
- Veoh Web Player
- Sigil (убрано с версии 0.5.0)[24]
- SUPER
- Trillian[19] (убрано 5 мая 2011)
- uTorrent (версии 3.x.x)[25]
- Winamp (начиная с версии 5.2, убрано с версии 5.66)
- WinSCP (through August 2012)[26]
- Xfire